# Berliner Fußballmeisterschaft des VBB 1898/99
Die Berliner Fußballmeisterschaft des VBB 1898/99 war die zweite unter dem Verband Berliner Ballspielvereine (damals noch unter dem Namen Verband Deutscher Ballspielvereine (VDB) firmierend) ausgetragene Berliner Fußballmeisterschaft.
Die diesjährige Meisterschaft wurde erneut in einer Gruppe mit sechs Teilnehmern ausgetragen. Am Ende der Spielzeit waren der BFC Preußen und der BTuFC Viktoria 89 punktgleich, so dass ein Entscheidungsspiel notwendig war, bei dem sich der BFC Preußen durchsetzen konnte und somit zum ersten Mal Berliner Fußballmeister des VBB wurde. Eine deutschlandweit ausgetragene Fußballmeisterschaft gab es in dieser Saison noch nicht.

## Abschlusstabelle
| Pl. | Verein                   | Sp. | S | U | N | Tore    | Quote | Punkte |
| --- | ------------------------ | --- | - | - | - | ------- | ----- | ------ |
| 1.  | BFC Preussen             | 10  | 7 | 1 | 2 | 027:160 | 1,69  | 15:50  |
| 2.  | BTuFC Viktoria 89 (N) A  | 10  | 7 | 1 | 2 | 039:140 | 2,79  | 15:50  |
| 3.  | BTuFC Britannia 1892 (M) | 10  | 6 | 1 | 3 | 038:160 | 2,38  | 13:70  |
| 4.  | FV Brandenburg 92 Berlin | 10  | 4 | 0 | 6 | 021:330 | 0,64  | 08:12  |
| 5.  | BFC Fortuna 1894         | 10  | 3 | 1 | 6 | 014:330 | 0,42  | 07:13  |
| 6.  | BFC Favorit 1896         | 10  | 1 | 0 | 9 | 015:420 | 0,36  | 02:18  |

| (M) | Titelverteidiger |
| (N) | Neuling          |

### Entscheidungsspiel
Da die ersten beiden Mannschaften punktgleich waren, war ein Entscheidungsspiel nötig. Die erste Partie wurde beim Stand von 0:0 auf Grund von starken Regenfällen abgebrochen. In der Wiederholungspartie konnte sich der BFC Preußen mit 3:2 nach Verlängerung durchsetzen.
|             | Gesamt |                   | Hinspiel      | Rückspiel |
| ----------- | ------ | ----------------- | ------------- | --------- |
| BFC Preußen | 3:2    | BTuFC Viktoria 89 | 0:0 (abgebr.) | 3:2 n. V. |